# Cielętnik
Cielętnik [t͡ɕɛˈlɛntnik] (tiếng Đức: Kälberhaus)  là một ngôi làng thuộc khu hành chính của Gmina Braniewo, thuộc huyệnBraniewski, Warmińsko-Mazurskie, ở phía bắc Ba Lan, gần biên giới với tỉnh Kaliningrad của Nga. Nó nằm khoảng 6 kilômét (4 mi) về phía tây của Braniewo và 82 km (51 mi) phía tây bắc của thủ đô khu vực Olsztyn.
Làng có dân số 51 người.